# WordStar
WordStar – procesor tekstu firmy MicroPro (sprzedany potem firmie The Learning Company), powstały na bazie stworzonego w 1976 r. WordMaster, napisany pierwotnie dla systemu operacyjnego CP/M (1978), potem przeniesiony do systemu MS-DOS (1982), Unix (1985) i do Windows (1991). W latach 80. XX w. zyskał całkowitą dominację na rynku edytorów tekstów, tracąc ją – głównie na skutek fatalnych działań producenta – w drugiej połowie lat 80. na rzecz WordPerfecta i Microsoft Worda.
WordStar był pierwszym edytorem dla komputerów PC oferującym pełną paletę narzędzi do przetwarzania tekstu – jego polecenia klawiaturowe (np. Ctrl+C , Ctrl+V) weszły do kanonu tej kategorii oprogramowania.
George R.R. Martin w dalszym ciągu używa WordStara 4.0 dla systemu operacyjnego DOS.